# Epizootie

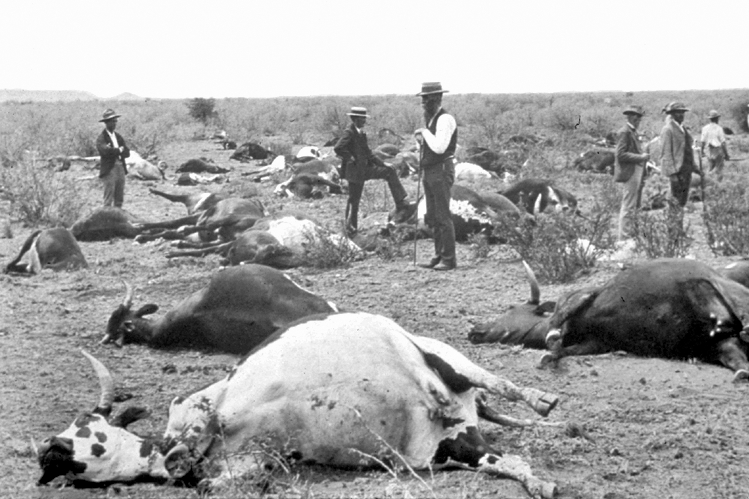
Epizootie dobytčího moru v Jižní Africe roku 1896

Epizootie (někdy též epizoocie, obdoba epidemie u lidí) je nakažlivé onemocnění zvířat postihující velké skupiny zvířat (velký počet) na velkém území (kraje, celý stát) v určitém časovém období. To znamená, že není omezena prostorově, ale časově. Charakteristickými rysy epizootie je rychlý nástup, rychlé šíření a vysoká nemocnost. Extrémní formou epizootie je panzootie (obdoba pandemie), kdy infekční nemoc zasáhne celé kontinenty. Formou epizootie nebo panzotie probíhají vysoce virulentní (nakažlivá) onemocnění virového původu. V Evropě se nejčastěji vyskytuje slintavka a kulhavka, mor prasat nebo vysoce patogenní forma ptačí chřipky H5N1. Tato onemocnění se velmi rychle šíří a při nedodržení veterinárních opatření se často během několika dní mohou rozšířit do více států.